# Denis Turtjenkov
Denis Valerjevitj Turtjenkov (ryska: Денис Валерьевич Турченков), född 7 oktober 1973 i Volgograd i Ryska SFSR i Sovjetunionen (nu Ryssland), är en rysk kanotist.
Turtjenkov tog, bland annat, VM-guld i K-4 500 meter i samband med sprintvärldsmästerskapen i kanotsport 2001 i Szeged.